# Ooh La La (canção)
"Ooh La La" é uma canção da atista musical estadunidense Britney Spears, contida na trilha sonora do filme Os Smurfs 2 (2013). Foi composta por Bonnie McKee, Fransisca Hall, Jacob Kasher Hindlin, Lola Blanc, Dr. Luke, Cirkut e Ammo, sendo produzido pelos três últimos. A faixa foi lançada como primeiro single do disco em 17 de junho de 2013.

## Antecedentes
"Ooh La La" foi originalmente composta por Ammo, Fransisca Hall e Lola Blanc, para servir como o single de estreia de Blanc. A ideia do título de "Ooh La La" surgiu como uma brincadeira com o nome de Lola, cujo nome da conta de seu Twitter é @ohlalola. Após ouvir a música, o produtor Dr. Luke queira que Britney Spears gravasse-a e eles fecharam um acordo. Dr. Luke contratou compositores adicionais, tais como Bonnie McKee, J. Kash, tornarando as letras mais adequadas para o público infantil. A produção ficou a cargo de Dr. Luke, Cirkut e Ammo. Spears decidiu gravar esta faixa para contribuir para a trilha sonora de Os Smurfs 2, declarando: "sempre adorei os Smurfs quando criança, e agora meus filhos são os maiores fãs dos Smurfs de todos. Eu queria surpreendê-los com uma canção no filme. Tenho certeza de eles acharão isso 'Smurftástico'!"

## Faixas e formatos
| Download digital |             |         |  |
| N.º              | Título      | Duração |  |
| 1.               | "Ooh La La" | 4:17    |  |

| CD single da Alemanha |                            |         |  |
| N.º                   | Título                     | Duração |  |
| 1.                    | "Ooh La La"                | 4:17    |  |
| 2.                    | "Ooh La La" (instrumental) | 4:17    |  |

## Desempenho nas tabelas musicais

### Posições
| Tabela musical (2013)                                  | Melhor posição |
| ------------------------------------------------------ | -------------- |
| Alemanha (Media Control Charts)                        | 86             |
| Bélgica (Ultratop 50 de Flandres)                      | 11             |
| Bélgica (Ultratop 40 da Valônia)                       | 8              |
| Canadá (Canadian Hot 100)                              | 37             |
| Coreia do Sul (Gaon Music Chart)                       | 1              |
| Estados Unidos (Billboard Hot 100)                     | 54             |
| Estados Unidos (Pop Songs)                             | 21             |
| França (Syndicat National de l'Édition Phonographique) | 73             |
| Japão (Japan Hot 100)                                  | 54             |
| Reino Unido (UK Singles Chart)                         | 72             |

## Histórico de lançamento
| País           | Data                | Formato          | Gravadora     |
| -------------- | ------------------- | ---------------- | ------------- |
| Canadá         | 17 de junho de 2013 | Download digital | Kemosabe, RCA |
| Estados Unidos | 17 de junho de 2013 | Download digital | Kemosabe, RCA |
| Estados Unidos | 25 de junho de 2013 | Rádio mainstream | Kemosabe, RCA |
| Reino Unido    | 28 de julho de 2013 | Download digital | Kemosabe, RCA |
| Alemanha       | 2 de agosto de 2013 | CD single        | Kemosabe, RCA |